# William Courtenay, VII conte di Devon
William Courtenay, VII conte di Devon (Powderham, 11 febbraio 1709 – Powderham, 16 maggio 1762), è stato un nobile e politico inglese.

## Biografia

### Infanzia ed educazione

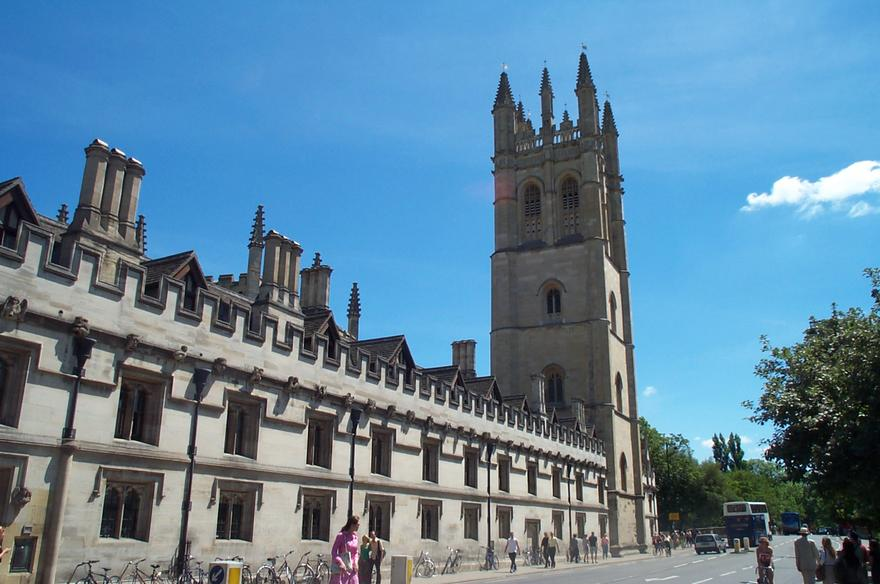
Magdalen College

Era figlio di William Courtenay, VI conte di Devon, e di sua moglie, Lady Anne Bertie, figlia di James Bertie, I conte di Abingdon. Si laureò presso il Magdalen College.

### Carriera politica
Ricoprì la carica di deputato di Honiton (1734-1741). Succedette a suo padre il 10 ottobre 1735. Ricoprì la carica di deputato del Devon (1741-1762). Fu creato Visconte Courtenay il 6 maggio 1762.

### Matrimonio

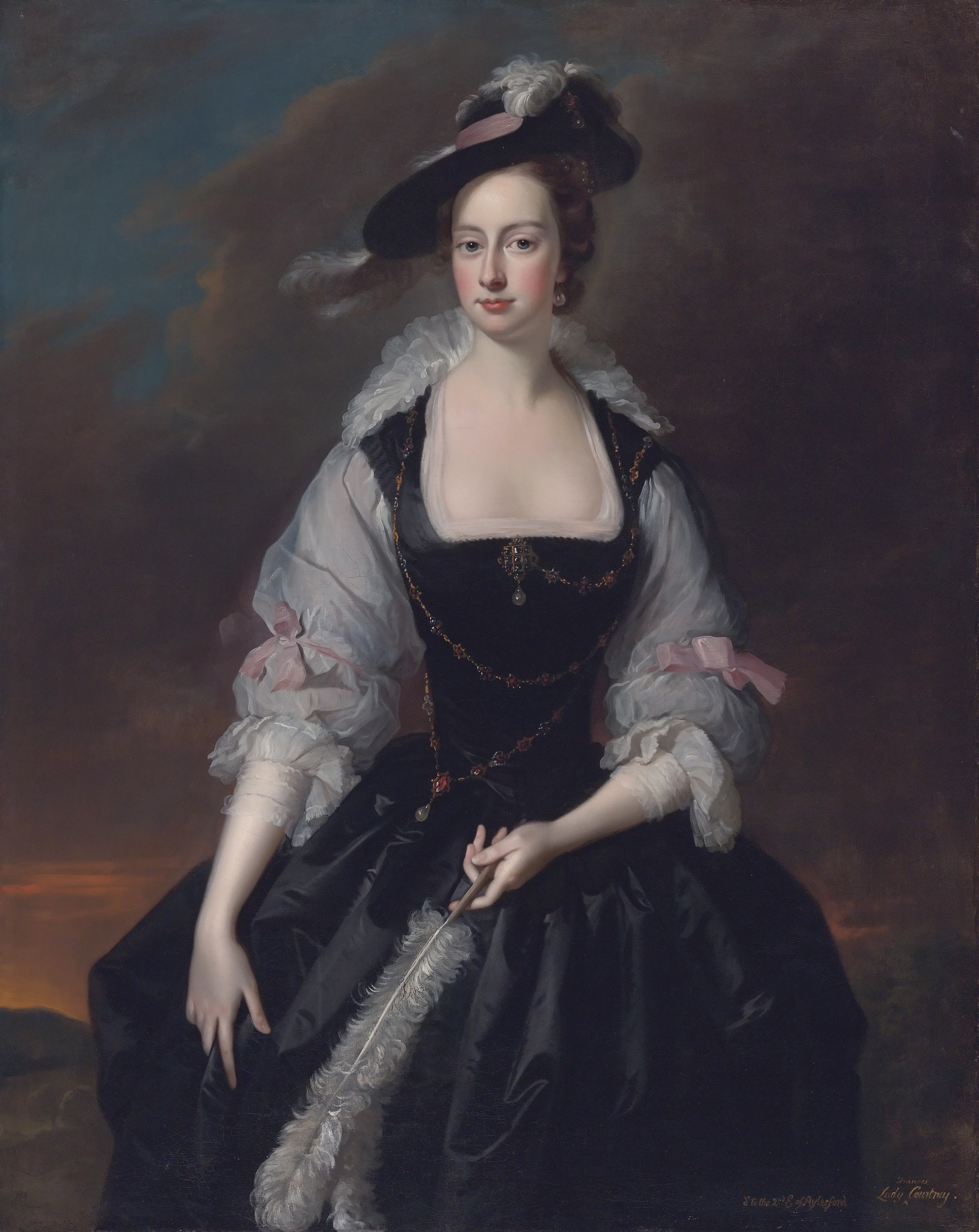
Ritratto di Lady Frances Finch, contessa di Devon, di Thomas Hudson.

Sposò, il 2 aprile 1741, Lady Frances Finch (4 febbraio 1720-19 dicembre 1761), figlia di Heneage Finch, II conte di Aylesford e Mary Fisher. Ebbero due figli.

### Morte
Morì il 16 maggio 1762, all'età di 52 anni. Fu sepolto a Powderham.

## Discenedenza
Dal matrimonio tra William Courtenay e Lady Frances Finch nacquero:
- William Courtenay, VIII conte di Devon (30 ottobre 1742-14 ottobre 1788);
- Lady Charlotte (?-1826), sposò Alexander Wederburn, I conte di Rosslyn, non ebbero figli.